# Les Masies de Roda
Les Masies de Roda är en kommun i Spanien.   Den ligger i provinsen Província de Barcelona och regionen Katalonien, i den östra delen av landet, 500 km öster om huvudstaden Madrid. Antalet invånare är 760. Arean är 16,4 kvadratkilometer. Les Masies de Roda gränsar till Santa Maria de Corcó, Tavertet, Vilanova de Sau, Tavèrnoles, Gurb, Manlleu och Roda de Ter. 
Terrängen i Les Masies de Roda är platt västerut, men österut är den kuperad.